# Йов (Базилевич)
Йов (Базилевич) (*31 жовтня 1723, Боромля — †2 травня 1776, Переяслав) — український церковний діяч доби Гетьманщини. Ректор Переяславського і Харківського колегіумів, єпископ Переяславський і Бориспільський безпатріаршої РПЦ.

## Життєпис
Народився у селі Боромля Охтирського полку Слобідської України. При народжені отримав ім'я Іван. Освіту здобув у Харківському колегіумі та у Києво-Могилянській академії на Гетьманщині. По закінченні навчання прийняв чернечий постриг, згодом його висвячено у сан ієромонаха.
Викладав у Харківському колегіумі, був префектом, а з 1763 р. обраний ректором колегіуму та архімандритом Харківського Покровського монастиря. За Базилевича Харківський колегіум набув значення університету природничого спрямування. 1765 р. тут засновані т. зв. дворянські класи для привілейованого студентства з ускладненою програмою, що охоплювала вивчення нових іноземних мов, математики, геометрії, малювання, інженерної справи, артилерії, геодезії та інших наук. Базилевич через Духовно-навчальне відомство запровадив штатні посадові оклади для викладачів, розпочав будівництво приміщень для нових класів (закінчено лише 1773 р.).
1770 р. переведений на посаду настоятеля Курського Знаменського Богородицького монастиря, де відновив місцеву слов'яно—латинську школу. Того ж року хіротонізований на єпископа Переяславського і Бориспільського, вікарія Київської митрополії, після чого повернувся з Московії на Гетьманщину. Активно проводив політику навернення у синодальне російське православ'я мешканців Речі Посполитої, мав певні успіхи у подніпровських територіях.
Велику увагу приділяв Переяславському колегіуму, де, зокрема, 1773 р. відкрив новий клас філософії, завдяки чому істотно підвищився рівень навчання і зросло значення Колегіуму. По смерті Базилевича в Колегіумі залишилася його бібліотека з 85 книжок грецькою, латинською, єврейською, українською та російською мовами.
Помер 2 травня 1776 р. Похований у кафедральному соборі Переяславського Вознесенського монастиря.